# SA-2 (Аполлон)

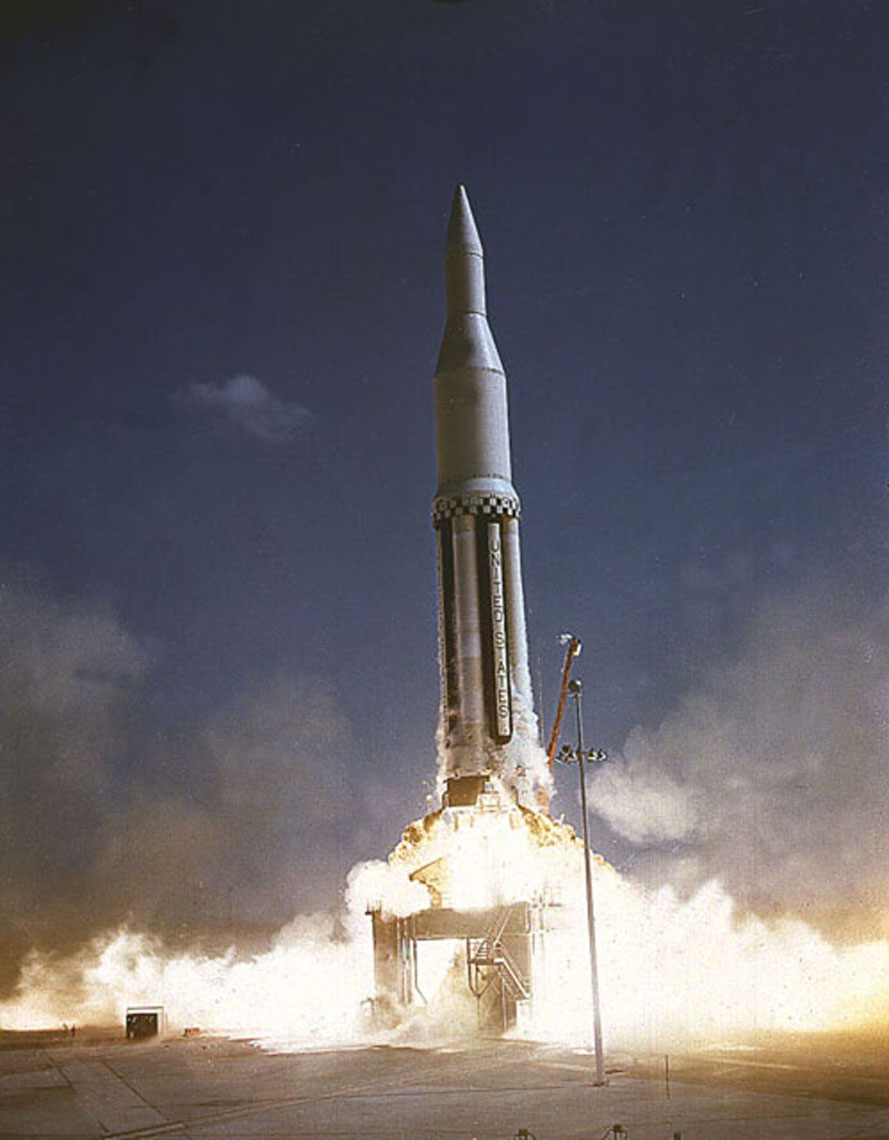
Старт SA-2

«SA-2» (англ. Saturn-Apollo 2, Сатурн-Аполлон-2) — другий випробувальний політ  ракети-носія Сатурн-1, здійснений за програмою Аполлон. Під час підготовки польоту інженери додали додаткові перегородки всередині ракети, щоб запобігти плесканню рідини, як це було наприкінці попереднього польоту.

## Підготовка
Друга ракета Сатурн-1, апарат номер SA-2, прибув на мис Канаверал 27 лютого 1962. Підготовка до запуску тривала 58 діб. За час підготовки не було виявлено значних проблем, але виникали невеликі несправності.
19 березня було виявлено витік між форсункою і заводом рідкого кисню.
20 березня невдало спробували зменшити витік і почали нараду щодо залишення ситуації без змін або заміни двигуна. Заміна двигуна могла вплинути на графік підготовки.
21 березня після наради техніків двигуна, ракети, фірми-виробника і заводу рідкого кисню було вирішено здійснити запуск без заміни двигуна.
26 березнябуло виявлено невелику несправність у підсистемі наведення під час перевірки роботи радіоапаратури.
27 березня прибрали башту обслуговування для огляду системи радіозв'язку, після чого башту повернули назад. При роботі з баштою обслуговування було виявлено невеликі проблеми.
28 березня було виявлено два пошкоджені тензодатчики і здійснено спроби зремонтувати один з них.
30 березня доставили і замінили пошкоджену кришки люка в макеті третього ступеня.
6 квітня закінчили монтування лінії контролю густини палива і його рівня.
9 квітня почалося випробування заправки палива в ручному режимі. Під час підготовки було виявлено витік у датчику рівня, датчик зняли і відправили на ремонт, а замість нього поставили запасний.
11 квітня випробування заповнення баку рідким киснем відклали на одну добу після виявлення проблем у електричній схемі датчика рівня
17 квітня було успішно встановлено і перевірено датчик рівня.
19 квітня було виявлено можливі проблеми у трьох гідравлічних системах. У випадку перевірки дата запуску могла бути зміщена.

## Політ
25 квітня 1962, о 09:00 EST, ракета успішно стартувала з мису Канаверал. Перший ступінь вивів другий і третій ступені, заповнені водним баластом масою 86 т, за 96 км від місця запуску на висоту 105 км, де відбулась детонація з утворенням штучної хмари висотою 56 км для дослідження верхніх шарів атмосфери. В польоті було досягнуто максимальної швидкості 6 000 км/год. Завдання польоту було повністю виконано.